# Maaradactylus
Maaradactylus (лат.) — род птерозавров из семейства анхангверид, чьи ископаемые остатки найдены в нижнемеловых слоях на северо-востоке Бразилии.
Maaradactylus описал Ренан Бентим и его коллеги в 2014 году. Типовым и единственным видом является Maaradactylus kellneri. Родовое название составлено из личного имени Маара — в легендах карири так звали дочь вождя, которая при помощи колдовства превратилась в речное чудовище, пожирающее рыбаков. Суффикс -daktylus, часто встречающийся в названиях птерозавров, образован от др.-греч. δάκτυλος — палец. Видовое название дано в честь Александра Келлнера, известного бразильского эксперта по птерозаврам.
Типовой вид основан на голотипе MPSC R 2357 из Палеонтологического музея Сантана-ду-Карири. Образец представляет собой череп, атлант и эпистрофей, обнаруженные в 2010 году в формации Ромуальдо (муниципалитет Сантана-ду-Карири, штат Сеара, Бразилия), которая датируется аптским — альбским ярусами мелового периода. Череп, один из крупнейших черепов представителей семейства, указывает на размах крыльев в 6 метров. Череп несёт относительно высокий гребень, проходящий вдоль средней линии предчелюстных костей, которые составляют большую часть верхней части клюва, а также содержит 35 пар зубов в верхней челюсти.
В 2019 году вид колоборинха Coloborhynchus spielbergi был переклассифицирован как вид Maaradactylus spielbergi.